# 石勒喀
石勒喀（羅馬化：Shilka）是俄罗斯外贝加尔边疆区的一座城市。位于石勒喀河沿岸。根据2005年的估计，该城市共有14,500名人口。根据2002年人口普查，该城市一共有14,748名人口。该城市形成于18世纪早期，在1951年正式被指定为城镇。